# Dominique Pire
El pare Dominique Pire (Georges Charles Ghislain Clement Pire) (Leffe, Bèlgica 1910 - Lovaina 1969) fou un religiós dominic belga guardonat amb el Premi Nobel de la Pau el 1958.

## Crida de Déu
Nasqué el 10 de febrer de 1910 a Leffe, un suburbi industrial de la ciutat de Dinant, Bèlgica. Va sentir de ben jove la crida de Déu i va entrar al seminari. Va contraure els vots eclesiàstics el 1932, prenent el nom de Dominique Pire. Continuà estudiant teologia i ciències socials a la Universitat Dominica de Roma. Es doctorà el 1934 i es traslladà al Monestir de La Sarthe, a la població belga d'Huy on ajudà les famílies més necessitades.
Durant la Segona Guerra Mundial Pire va servir de capellà a la resistència belga i va participar activament ajudant a passar de contraban pilots aliats fora del país, una tasca que li fou reconeguda després de la guerra pel seu país.

## Activisme social
El 1949 començà a preocupar-se pels refugiats de la postguerra. Va escriure un llibre Du Rhin au Danube avec 60.000 D.P. sobre el tema. Així fundà l'Europe du Coeur au Service du Monde, una organització d'ajuda al refugiat, i gràcies a les ajudes recaptades va aconseguir construir una sèrie de camps per auxiliar els refugiats provinents d'Àustria i Alemanya. Tot i ser un religiós Pire va refusar barrejar la seva fe personal amb la seva tasca social, cosa que no sempre fou ben vista pels seus superiors eclesiàstics.
El 1958 l'Institut Nobel el recompensà amb el Premi Nobel de la Pau pel lideratge de L'Europe du Coeur au Service du Monde.
Després de ser guardonat amb el Premi Nobel, Pire va ajudar a crear una Université de Paix (Universitat de la Pau) per poder fer entendre la comprensió global. Posteriorment, fundà l'organització Îles de paix (Illes de la Pau), una ONG dedicada al desenvolupament de les poblacions rurals a països en vies de desenvolupament. Va iniciar les seves activitats a Bangladesh el 1962 i l'Índia el 1968.
Pire va morir de complicacions postoperatòries el 30 de gener de 1969.